# Felipe Molina
Felipe Molina (nascut a Arizona) és un lingüísta amerindi, qui va exercir de mestre en la comunitat yaqui del 1971 al 1991. Ha estat membre de la Comissió per la Llengua Yaqui a Pascua, i el 1981-1982 fou membre del Consell Tribal de la Tribu Pascua Yaqui.
Ha recopilat cançons i tradicions del seu poble i ha escrit Coyote songs (1989), Yoeme-English, English-Yoeme: with a comprehensive grammar of yoeme language (1999) i Yaqui deer songs/Maso Bwikam: a Native American poetry (1987).